# Mankiwka
Mankiwka (ukrainisch Маньківка; russisch Маньковка Mankowka, polnisch Mańkówka) ist eine Siedlung städtischen Typs im Westen der ukrainischen Oblast Tscherkassy mit etwa 7800 Einwohnern (2014). Bis Juli 2020 war sie der Hauptort des gleichnamigen Rajons Mankiwka.

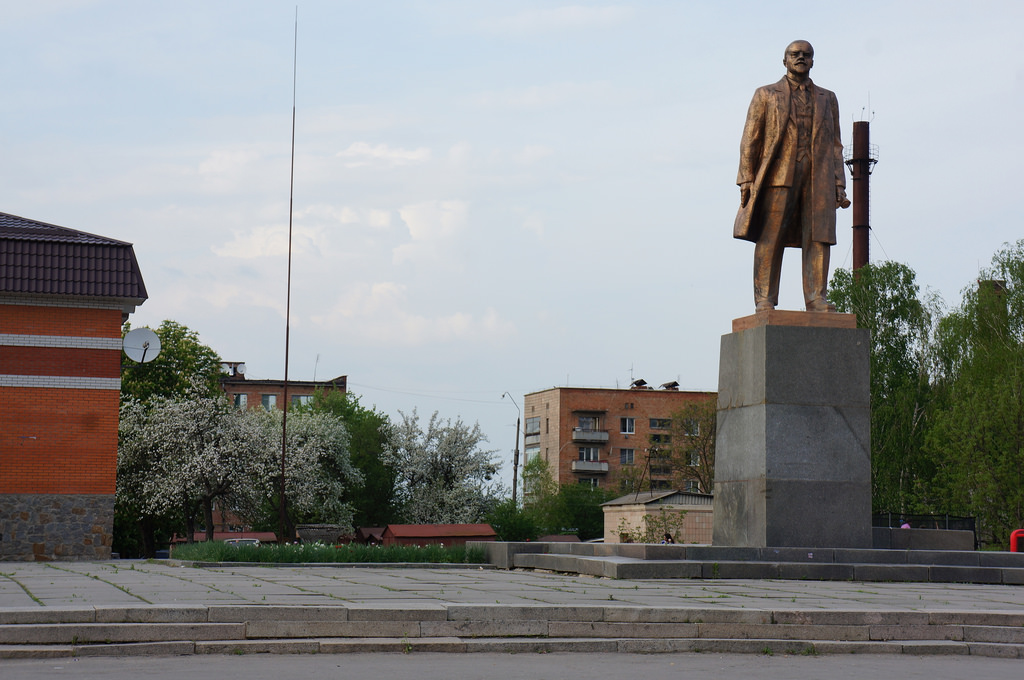
Blick auf den Hauptplatz im Ort

Mankiwka liegt im Dneprhochland am Mankiwa, einem Nebenfluss des Hirskyj Tikytsch 180 km westlich von Tscherkassy und 33 km nördlich von Uman.
Die 1622 erstmals schriftlich erwähnte Ortschaft erhielt 1965 den Status einer Siedlung städtischen Typs.

## Verwaltungsgliederung
Am 12. Juni 2020 wurde die Siedlung zum Zentrum der neugegründeten Siedlungsgemeinde Mankiwka (ukrainisch Маньківська селищна громада/Mankiwska selyschtschna hromada), zu dieser zählen auch die 15 in der untenstehenden Tabelle aufgelisteten Dörfer sowie die 3 Ansiedlungen Rudka, Scholudkowe und Selenyj Haj, bis dahin bildete sie zusammen mit der Ansiedlung Scholudkowe die gleichnamige Siedlungsratsgemeinde Mankiwka (Маньківська селищна рада/Mankiwska selyschtschna rada) im südlichen Zentrum des Rajons Mankiwka.
Am 17. Juli 2020 kam es im Zuge einer großen Rajonsreform zum Anschluss des Rajonsgebietes an den Rajon Uman.
Folgende Orte sind neben dem Hauptort Mankiwka Teil der Gemeinde:
| Name                     | Name           | Name                              |
| ukrainisch transkribiert | ukrainisch     | russisch                          |
| ------------------------ | -------------- | --------------------------------- |
| Charkiwka                | Харківка       | Харьковка (Charkowka)             |
| Dsenseliwka              | Дзензелівка    | Дзензелевка (Dsenselewka)         |
| Dobra                    | Добра          | Добрая (Dobraja)                  |
| Filizija                 | Філіція        | Филиция                           |
| Krywez                   | Кривець        | Кривец (Kriwez)                   |
| Kyschtschenzi            | Кищенці        | Кищенцы (Kischtschenzy)           |
| Mala Mankiwka            | Мала Маньківка | Малая Маньковка (Malaja Mankowka) |
| Molodezke                | Молодецьке     | Молодецкое (Molodezkoje)          |
| Nesteriwka               | Нестерівка     | Нестеровка (Nesterowka)           |
| Palanotschka             | Паланочка      | Паланочка                         |
| Podibna                  | Подібна        | Подобная (Podobnaja)              |
| Pomynyk                  | Поминик        | Поминик (Pominik)                 |
| Popiwka                  | Попівка        | Поповка (Popowka)                 |
| Potasch                  | Поташ          | Поташ                             |
| Rohy                     | Роги           | Роги (Rogi)                       |
| Rudka                    | Рудка          | Рудка                             |
| Scholudkowe              | Жолудькове     | Жёлудьково (Scholudkowo)          |
| Selenyj Haj              | Зелений Гай    | Зелёный Гай (Seljony Gai)         |

## Persönlichkeiten
- Boris Pawlowitsch Bugajew (1923–2007), Minister für zivile Luftfahrt der Sowjetunion